# Ajokki
Ajokki Oy var en finländsk tillverkare av busskarosser i Tammerfors, som grundades 1942 av en grupp busstransportörer. En fabrik uppfördes i Nekala i Tammerfors under fortsättningskriget. 
Post- och telegrafstyrelsen var en stor kund till Ajokki från första början. År 1951 blev Posten majoritetsägare i företaget. Ajokki förvärvade 1982 karossföretagen Delta Plan Oy, Erikoiskori Oy och Kiitokori Oy. År 1986 köptes Ajokki av ägaren till karossbyggaren Wiima Oy, Ilmari Mustonen (född 1927), som 1989 slog samman all dessa karosseritillverkare till Carrus Oy.
Volvo Bussar Oy blev ägare 1999, till hela Carrus, exklusive Kiitokori-fabriken i Kausala. Företaget namnändrades 2004 till Volvo Bus Finland Oy. 
Ajokkis fabrik i Tammerfors lades ned 2008. Samma år sålde Volvo sedan den återstående fabriken i den finländska delen av företaget, den tidigare Delta Planfabriken i Lundo, till en grupp finländska investerare och medarbetare. Det nya bolaget fick namnet Carrus Delta.